# س. دونالد شاين
س. دونالد شاين (بالإنجليزية: C. Donald Shane)‏ هو عالم فلك أمريكي، ولد في 6 سبتمبر 1895، وتوفي في 19 مارس 1983.